# Тургенево (Тульская область)
Тургенево — упразднённое село в Чернском районе Тульской области России. Предположительно, после Октябрьской революции из села были выделены два самостоятельных населённых пункта: деревни Тургенево и Красное Тургенево.

## Название, география
Название получено по фамилии владельцев селения дворянского рода Тургеневых.
Село располагалось по обеим берегам реки Снежедь, в 14 км (по автодороге) от районного центра — посёлка городского типа Чернь, в 106 км от областного центра Тулы.

## История
Селение имело статус села. Основателем села и деревни Тургенево является Николай Алексеевич Тургенев (1749—1833) — дед писателя И. С. Тургенева. Сначала на правом берегу реки Снежедь был построен барский дом с хозяйственными постройками и домом для прислуги, фруктовым садом и парком. Затем на противоположном берегу реки возникло поселение для крепостных крестьян, переселённых из деревни Вязовны (Вязовки) и других деревень уезда. В этом селе родился отец писателя — Сергей Николаевич Тургенев, получивший от отца это село в наследство. После его женитьбы на Варваре Петровне Лутовиновой появилась возможность укрепить расстроившееся хозяйство тургеневского имения. Обновились барский дом и усадебные постройки, была построена бумажная фабрика. В дальнейшем усадьба Тургенево перешла по наследству к брату писателя — Николаю Сергеевичу.

### Введенская церковь
В 1806 году была построена каменная церковь во имя Введения во Храм Пресвятой Богородицы с двумя приделами: правым — во имя святого Николая Чудотворца, левым — во имя преподобной Параскевы, освящённые в 1807 году. Внутренняя отделка была завершена только в 1861 году на средства Николая Николаевича Сухотина — помещика сельца Петровского, а также на средства церкви и прихожан. Сам храм был освящён 3 сентября 1861 года.
Приход состоял из самого села с заречной деревней и деревень: Петровского (Петровская), Велевашева Хутора, Снежеди, сельца Стекольной Слободки. С 1861 года в селе существовало народное училище, в 1866 году преобразованное в церковно-прихо́дскую школу. В 1859 году в селе насчитывалось 27 крестьянских дворов, в 1915 году — 71 двор.

## Население
| Годы      | 1857 | 1859 | 1915 |
| --------- | ---- | ---- | ---- |
| Население | 272  | 315  | 400  |